# Associazione Sportiva Reggina 1959-1960
Questa pagina raccoglie i dati riguardanti l'Associazione Sportiva Reggina nelle competizioni ufficiali della stagione 1959-1960.

## Stagione
La squadra, allenata dapprima da Domenico Bosi e successivamente da Cesare Migliorini, ha concluso il girone C della Serie C 1959-1960 al quindicesimo posto.

## Rosa
| N. |                   | Ruolo | Calciatore      |
| -- | ----------------- | ----- | --------------- |
| -  | Italia (bandiera) | P     | Morselli        |
| -  | Italia (bandiera) | P     | Bondaschi       |
| -  | Italia (bandiera) | D     | Antonio Bumbaca |
| -  | Italia (bandiera) |       | Magni           |
| -  | Italia (bandiera) |       | Carusi          |
| -  | Italia (bandiera) |       | Allegri         |
| -  | Italia (bandiera) | C     | Alberto Gatto   |
| -  | Italia (bandiera) |       | Ferulli         |
| -  | Italia (bandiera) |       | Gori            |
| -  | Italia (bandiera) |       | Colleoni        |
| -  | Italia (bandiera) |       | Sospetti        |

| N. |                           | Ruolo | Calciatore         |
| -- | ------------------------- | ----- | ------------------ |
| -  | Italia (bandiera)         |       | Santagati I        |
| -  | non conosciuta (bandiera) |       | Oblach             |
| -  | Italia (bandiera)         | C     | Antonio Buccione   |
| -  | Italia (bandiera)         | D     | Luciano Gallusi    |
| -  | Italia (bandiera)         | C     | Romolo La Valle    |
| -  | Italia (bandiera)         |       | Maragni            |
| -  | Italia (bandiera)         | A     | Alfonso Dante Mion |
| -  | Italia (bandiera)         | C     | Italo Galbiati     |
| -  | Italia (bandiera)         |       | Milanese           |
| -  | Italia (bandiera)         |       | Scarfò             |

## Piazzamenti
- Serie C: 15º posto.